# Paul Schall
Paul Schall (* 15. Juni 1898 in Straßburg, Deutsches Kaiserreich; † 16. Oktober 1981 in Karlsruhe) war ein autonomistischer elsässischer Politiker und Journalist. Er verwendete das Pseudonym Paul Stadtler.

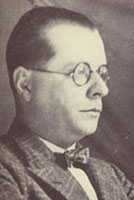
Paul Schall

## 1919–1939: Der elsässische Autonomist
Der ausgebildete technische Zeichner interessierte sich schon früh für den Journalismus. Er war von 1918 bis 1925 Redakteur und Karikaturist der politisch-satirischen Wochenschrift D´r Schliffstaan (Der Schleifstein) und seit 1925 Chefredakteur der „Zukunft“, des Presseorgans des Elsaß-Lothringischen Heimatbundes. In dem bis zu seinem Verbot 1927 erscheinenden Blatt beanspruchte Schall für die Bewohner von Elsass und Lothringen den Status einer nationalen Minderheit innerhalb der Dritten Französischen Republik, deren religiöse, sprachliche, kulturelle und letztlich auch politischen Besonderheiten von der französischen Zentralregierung zu respektieren seien.
Zusammen mit Hermann Bickler nahm Schall am 11. September 1927 am ersten Kongress der rechtsgerichteten autonomistischen Gruppe Breiz Atao („Bretagne für immer)“ in Rosporden teil. Auf seine Initiative hin wurde dort am 12. September 1927 ein «Comité des minorités nationales de France» (Komitee der Minderheitenvölker Frankreichs) gegründet, das katalanische, bretonische, flämische und korsische Autonomisten in Frankreich dazu aufrief, „Separatisten“ zu werden und sich von Frankreich  zu lösen. Am 25. September gründete Schall zusammen mit Karl Roos und René Hauss die „Unabhängige Landespartei für Elsaß-Lothringen“ (ULP), die ein weitgefasstes Selbstbestimmungsrecht für Elsass-Lothringen forderte. Nachdem am 12. November zunächst die Zukunft verboten wurde, wurde Schall am 30. Dezember 1927 verhaftet, 23 weitere Autonomisten zwischen November 1927 und März 1928 ebenso. Schall wurde im nachfolgenden Colmarer Komplott-Prozess am 24. Mai 1928 wegen Verschwörung gegen die Staatssicherheit (atteinte à la sûreté de l'Etat) zu 1 Jahr Gefängnis und 5 Jahren Aufenthaltsverbot im Elsass verurteilt. Allerdings wurde er im nachfolgenden Juli aufgrund einer Amnestie frei gelassen, die Gerichtsurteile 1931 schließlich durch Begnadigung für alle in Colmar verurteilten Autonomisten aufgehoben. Zwischen 1928 und 1931 war Schall einer der Wortführer der Unabhängigen Landespartei. Er wurde jedoch in den folgenden Jahren zunächst durch Karl Roos und später durch Hermann Bickler aus dieser führenden Position verdrängt.
1939 wurde Schall verhaftet, zunächst als einer der Nanziger in Nancy inhaftiert, später nach Südfrankreich verlegt und 1940 von deutschen Truppen wieder befreit.

## 1940–1945: Der Kollaborateur
Ins Elsass zurückgekehrt, unterzeichnete Schall das Manifest von Drei-Ähren (Manifeste des Trois-Épis). Er trat in die NSDAP ein und wurde zum stellvertretenden Chefredakteur der „Straßburger Neueste Nachrichten“ und zum Kreisleiter von Molsheim ernannt. 1942 wurde Schall Nachfolger Hermann Bicklers als Kreisleiter von Straßburg. Anlässlich einer Rede am 14. Februar 1943 behauptete er, bereits in den dreißiger Jahren an nationalsozialistischen Versammlungen in Kehl, Offenburg und Freiburg teilgenommen und damals auch  Adolf Hitler getroffen zu haben. Er unterstützte bis zuletzt die Politik des Gauleiters Robert Wagner und richtete noch 1945 von einer Rundfunkstation in Hessen aus tägliche Appelle an die elsässische Bevölkerung.

## Nach 1945: Exil in Deutschland
Am 4. September 1947 wurde Schall von einem französischen Gericht (neben Hermann Bickler, Friedrich Spieser und einigen anderen) wegen Staatsverrats in Abwesenheit zum Tode verurteilt. Er war nach Württemberg geflohen und erhielt schließlich 1956 die deutsche Staatsangehörigkeit. In Karlsruhe gab er unter dem Pseudonym Paul Stadtler als Chefredakteur die Zeitung „Nationale Rundschau“ heraus zusammen mit dem ehemaligen KZ-Kommandanten Werner Schäfer. Schall war Mitarbeiter bei Wolf Schenkes naturalistischer Zeitschrift „Neue Politik“. Bis 1970 war er Chefredakteur der Zeitschrift „Der Westen“. 1981 verstarb Paul Schall.

## Schriften
- Ende der Demokratie? Eine zeitgemäße Untersuchung. Neuer Elsässer Verlag, Strasbourg [ohne Jahresangabe, ca. 1935]
- Gegen Reaktion und Bolschewismus. Die 10 Punkte des Autonomischen Delegiertentags vom 29. November 1936 und die Rede von Redakteur Paul Schall zur politischen Lage. Strasbourg 1936.
- Der Elsässer-Front entgegen. Verlag der ELZ, Strasbourg 1937.
- Karl Roos und der Kampf des heimattreuen Elsaß. Alsatia, Colmar 1941.
- Zwei Jahre nationalsozialistischer Aufbau im Elsaß. Oberrheinischer Gauverlag, Straßburg o. J. [env. 1942]
- Arnold Lauth (Pseudonym): Mai's Auslandstaschenbücher Nr. 23: Strassburg und das Elsass. Verlag Volk und Heimat, Buchenhain 1962.
- Eamon de Valera und der Kampf Irlands um seine Freiheit. Zeitbiographischer Verlag, Kreuzweingarten 1964.
- Arnold Lauth (Pseudonym): Kleine Geschichte des Elsass. Akademischer Verein Kyffhäuser, 1968.
- Bruno Kray (Pseudonym): Europa gegen, ohne, mit England? Zeitbiographischer Verlag, Kreuzweingarten 1969.
- Elsaß: gestern, heute - und morgen? Gesellschaft der Freunde und Förderer der Erwin-von-Steinbach-Stiftung, Filderstadt-Bernhausen 1976.
- Geschichte des Elsaß in Kurzfassung. Erwin-von-Steinbach-Stiftung[13], Frankfurt 1978.
- Eckartschriften Heft 66: Elsaß-Lothringen.[14] Schutzverein Österreichische Landsmannschaft, Wien 1978.
- Rätsel Irland. Ein Volk im Zwiespalt. Arndt-Verlag, Vaterstetten 1979.

In der Sowjetischen Besatzungszone wurden Ende der Demokratie?, Der Elsässer-Front entgegen und Karl Roos und der Kampf des heimattreuen Elsaß im Jahr 1946 auf die Liste der auszusondernden Literatur gesetzt.